# Tuffi ai campionati mondiali di nuoto 2015 - Trampolino 1 metro maschile
La competizione di tuffi dal trampolino 1 metro maschile dei campionati mondiali di nuoto 2015 si è disputata il 24 e il 27 luglio 2015 nella Aquatics Palace a Kazan'. La gara si è svolta in due fasi: il primo giorno si è disputato il turno eliminatorio cui hanno partecipato 40 atleti. I migliori dodici gareggeranno per le medaglie nella finale tenutesi il 27.

## Medaglie
| Posizione | Atleta        | Nazionalità |
| --------- | ------------- | ----------- |
| Oro       | Xie Siyi      | Cina        |
| Argento   | Illja Kvaša   | Ucraina     |
| Bronzo    | Michael Hixon | Stati Uniti |

## Risultati
I finalisti sono segnalati in verde
| Posizione | Atleta                | Nazionalità     | Qualificazioni | Qualificazioni | Finale | Finale    |
| Posizione | Atleta                | Nazionalità     | Punti          | Posizione      | Punti  | Posizione |
| --------- | --------------------- | --------------- | -------------- | -------------- | ------ | --------- |
| 1         | Xie Siyi              | Cina            | 404.40         | 2              | 485.50 | 1         |
| 2         | Illja Kvaša           | Ucraina         | 402.60         | 3              | 449.05 | 2         |
| 3         | Michael Hixon         | Stati Uniti     | 373.85         | 9              | 428.30 | 3         |
| 4         | Jahir Ocampo          | Messico         | 412.70         | 1              | 427.35 | 4         |
| 5         | Oleh Kolodij          | Ucraina         | 361.55         | 12             | 423.50 | 5         |
| 6         | Kristian Ipsen        | Stati Uniti     | 400.75         | 4              | 420.65 | 6         |
| 7         | He Chao               | Cina            | 394.95         | 5              | 415.50 | 7         |
| 8         | Constantin Blaha      | Austria         | 383.30         | 6              | 404.40 | 8         |
| 9         | Woo Ha-ram            | Corea del Sud   | 378.60         | 7              | 399.55 | 9         |
| 10        | Matthieu Rosset       | Francia         | 369.15         | 10             | 392.65 | 10        |
| 11        | Rommel Pacheco        | Messico         | 376.10         | 8              | 390.95 | 11        |
| 12        | Sebastián Morales     | Colombia        | 363.70         | 11             | 387.35 | 12        |
| 13        | Rafael Quintero       | Porto Rico      | 354.60         | 13             |        |           |
| 14        | Oliver Homuth         | Germania        | 353.00         | 14             |        |           |
| 15        | Jaŭhen Karalëŭ        | Bielorussia     | 352.70         | 15             |        |           |
| 16        | Giovanni Tocci        | Italia          | 348.80         | 16             |        |           |
| 17        | Ilya Molchanov        | Russia          | 343.05         | 17             |        |           |
| 18        | Evgenii Novoselov     | Russia          | 337.15         | 18             |        |           |
| 19        | Yona Knight-Wisdom    | Giamaica        | 335.95         | 19             |        |           |
| 20        | Andrea Chiarabini     | Italia          | 334.10         | 20             |        |           |
| 21        | Timo Barthel          | Germania        | 324.35         | 21             |        |           |
| 22        | Kim Yeong-nam         | Corea del Sud   | 317.20         | 22             |        |           |
| 23        | Guillaume Dutoit      | Svizzera        | 311.55         | 23             |        |           |
| 24        | Liam Stone            | Nuova Zelanda   | 310.25         | 24             |        |           |
| 25        | Nicolás García        | Spagna          | 310.00         | 25             |        |           |
| 26        | James Denny           | Gran Bretagna   | 309.60         | 26             |        |           |
| 27        | Emadeldin Abdellatif  | Egitto          | 309.45         | 27             |        |           |
| 28        | Jouni Kallunki        | Finlandia       | 296.60         | 28             |        |           |
| 29        | Héctor García         | Spagna          | 294.55         | 29             |        |           |
| 30        | Espen Bergslien       | Norvegia        | 292.55         | 30             |        |           |
| 31        | Adityo Putra          | Indonesia       | 288.05         | 31             |        |           |
| 32        | Arturo Valdes         | Cuba            | 283.35         | 32             |        |           |
| 33        | Frandiel Gómez        | Rep. Dominicana | 282.35         | 33             |        |           |
| 34        | Miguel Reyes          | Colombia        | 277.80         | 34             |        |           |
| 35        | Jesús Liranzo         | Venezuela       | 256.45         | 35             |        |           |
| 36        | Tri Anggoro Priambodo | Indonesia       | 249.55         | 36             |        |           |
| 37        | Abdulrahman Abbas     | Kuwait          | 243.00         | 37             |        |           |
| 38        | Mirzokhid Mirkarimov  | Uzbekistan      | 234.15         | 38             |        |           |
| 39        | Youssef Ezzat Selim   | Egitto          | 233.35         | 39             |        |           |
| 40        | Hasan Qali            | Kuwait          | 192.90         | 40             |        |           |